# ONE -for the win-
「ONE -for the win-」（ワン フォー・ザ・ウィン）は、NEWSの16作目のシングル曲。2014年6月11日にジャニーズ・エンタテイメントから発売。

## 概要
- 前作「WORLD QUEST/ポコポンペコーリャ」から約1年6ヶ月振りのリリース。
- 初回盤A・B、通常盤、スペシャル盤の4形態での発売。
- 表題曲は日本テレビ系『FIFAワールドカップ ブラジル2014』のテーマソング。歌詞には、同ワールドカップに参加した32カ国の名前が収録されている。
- 全形態に収録されているカップリング曲「SEVEN COLORS」は日本テレビ系『TOYOTAプレゼンツ FIFAクラブワールドカップ2013』のテーマソング。
- 初回盤AのDVDには、表題曲のMusic Clip & Makingを収録。
- 初回盤BのCDには、15thシングル「WORLD QUEST」の[R-midwest Remix]を収録。
- 通常盤には、「君がいた夏」と「FLYING BIRD」のカップリング2曲と、オリジナル・カラオケ2曲を収録。
- 初回盤A・B、通常盤に封入されている「NEWS Music Clip集プレゼントキャンペーン応募ID」を、2014年6月10日(火)〜15日(日)までに特設サイトに入力すると、抽選で「非売品Music Clip集」のDVDが1万名に当たるキャンペーンに応募することができた。

## 先着購入特典

### 初回盤A
- クリアファイルA(A4サイズ)

### 初回盤B
- クリアファイルB(A4サイズ)

### 通常盤
- クリアファイルC(A4サイズ)

## 封入特典

### 初回盤A・B、通常盤
- NEWS Music Clip集プレゼントキャンペーン応募ID

### 初回盤A
- 2面4Pジャケット

### 初回盤B
- 12Pブックレット
- NEWS”サッカー応援”ペイントシール

### 通常盤
- 3面6Pジャケット

### スペシャル盤
- NEWSオリジナル”ONE”Tシャツ(Mサイズ) ※2スペシャルBOX仕様

## チャート成績
発売初週に18.3万枚を売り上げ、2014年6/23付週間シングルランキング1位を獲得した。シングル首位は、デビュー曲「希望～Yell～」から16作連続。初週売上は、前作「WORLD QUEST/ポコポンペコーリャ」の13.1万枚を5.2万枚上回った。

## 収録内容
ジャニーズ・エンタテイメント公式サイトの紹介ページをもとに記述。

### CD

#### 通常盤
1. ONE -for the win-
作詞・作曲：take4、編曲：take4・Ryosuke Nakanishi
  - 日本テレビ系『FIFAワールドカップ ブラジル2014』テーマソング

歌詞には大会出場国の名前（英語名）が含まれている。
2. SEVEN COLORS
作詞・作曲・編曲：TAKA3
  - 日本テレビ系『TOYOTAプレゼンツ FIFAクラブワールドカップ2013』テーマソング[1]
3. 君がいた夏
作詞：kafka、作曲：take4、編曲：Ryosuke Nakanishi
17thシングル「KAGUYA」カップリング「バタフライ」はこの曲のアンサーソングである。
4. FLYING BIRD
作詞：TAKA3・kafka、作曲：TAKA3、編曲：伊藤賢・高橋諒
5. ONE -for the win-（オリジナル・カラオケ）
6. SEVEN COLORS（オリジナル・カラオケ）

#### 初回盤A/B・スペシャル盤
1. ONE -for the win-
2. SEVEN COLORS
3. WORLD QUEST [R-midwest Remix]
作詞：MOZZA、作曲：ヒロイズム、編曲：R-midwest
  - 15thシングルの1曲目のリミックスバージョン

初回盤Bのみ収録。

### DVD
※初回盤Aのみ
1. 「ONE -for the win-」Music Clip & Making

### 応募券当選プレゼントDVD
1. 「SEVEN COLORS」Music Clip & メッセージ（撮り下ろし）
2. 「ONE -for the win-」Music Clip
3. 「WORLD QUEST」Music Clip

## 映像作品
ONE -for the win-
- NEWS LIVE TOUR 2015 WHITE
- NEWS LIVE TOUR 2016 QUARTETTO
- NEWS LIVE TOUR 2019 WORLDISTA

SEVEN COLORS
- NEWS LIVE TOUR 2015 WHITE